# 1982 Cline
Az 1982 Cline (ideiglenes jelöléssel 1975 VA) a Naprendszer kisbolygóövében található aszteroida. Eleanor F. Helin fedezte fel 1975. november 4-én.